# John Hayes (réalisateur)
Pour les articles homonymes, voir John Hayes.
John Hayes (John Patrick Hayes) est un réalisateur, scénariste et producteur américain, né le 1er mars 1930 à New York, É.-U. et décédé le 21 août 2000, à Burbank, Californie d'un cancer.

## Filmographie

### En tant que réalisateur
- 1961 : The Grass Eater
- 1963 : Five Minutes to Love (en)
- 1964 : Shell Shock (en)
- 1965 : The Farmer's Other Daughter
- 1968 : Walk the Angry Beach (en)
- 1969 : The Cut-Throats
- 1969 : Fandango
- 1970 : The Hang Up
- 1970 : All the Lovin' Kinfolk
- 1970 : Convicts' Women
- 1970 : Dream No Evil
- 1970 : Sweet Trash
- 1972 : Le Jardin des morts (Garden of the Dead)
- 1973 : Heterosexualis
- 1974 : Mama's Dirty Girls (en)
- 1974 : Les Enfants de Frankenstein (Grave of the Vampire)
- 1977 : Destruction planète Terre (End of the World)
- 1978 : Jailbait Babysitter
- 1979 : Up Yours: A Rockin' Comedy

### En tant que scénariste
réalisés par lui-même sauf indication contraire.
- 1961 : The Grass Eater
- 1964 : Shell Shock
- 1968 : Walk the Angry Beach
- 1969 : Fandango
- 1969 : The Cut-Throats
- 1970 : All the Lovin' Kinfolk
- 1970 : Dream No Evil
- 1970 : Sweet Trash
- 1970 : The Hang Up
- 1973 : Heterosexuals
- 1974 : Les Enfants de Frankenstein (Grave of the Vampire)
- 1978 : Jailbait Babysitter

### En tant que producteur
réalisés par lui-même sauf indication contraire.

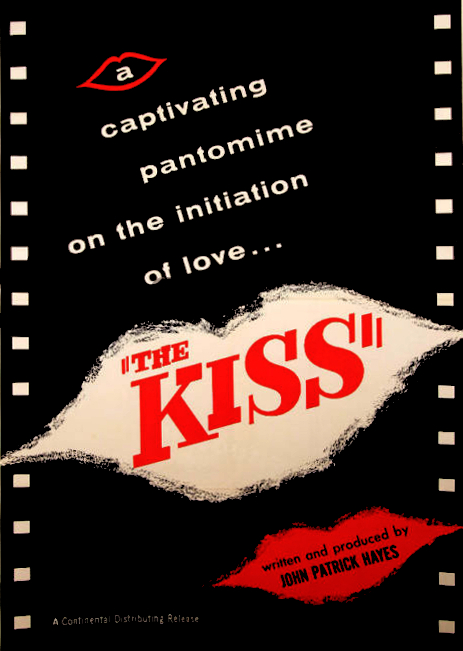
Affiche de The Kiss (1958).

- 1958 : The Kiss (en)
- 1968 : Walk the Angry Beach
- 1969 : The Cut-Throats
- 1970 : All the Lovin' Kinfolk
- 1970 : Dream No Evil
- 1970 : The Hang Up

### En tant queproducteur délégué
- 1975 : The Photographer de William Byron Hillman

### En tant que directeur de seconde unité
- 1979 : She Came to the Valley de Albert Band

### En tant qu'acteur
- 1977 : End of the World de John Hayes : le conducteur de la voiture